# Long Lake Provincial Park (park i Kanada, Alberta)
Long Lake Provincial Park är en park i Kanada.   Den ligger i provinsen Alberta, i den centrala delen av landet, 2 800 km väster om huvudstaden Ottawa. Long Lake Provincial Park ligger 639 meter över havet.
Terrängen runt Long Lake Provincial Park är huvudsakligen platt. Long Lake Provincial Park ligger nere i en dal. Trakten runt Long Lake Provincial Park är nära nog obefolkad, med mindre än två invånare per kvadratkilometer.. Närmaste större samhälle är Boyle, 15,1 km norr om Long Lake Provincial Park. 
I omgivningarna runt Long Lake Provincial Park växer i huvudsak blandskog.